# Mon copain Mac, héros des étoiles
Pour plus de détails, voir Fiche technique et Distribution.
Mon copain Mac, héros des étoiles (Race to Space) est un film américain réalisé en 2001 par Sean McNamara.

## Synopsis
Au début des années soixante, Wilheim Von Huber, scientifique allemand, est chercheur à la NASA. Installé depuis peu en Floride, près de Cap Canaveral, il vit avec son fils, Billy. Accaparé par ses occupations, Wilheim, et son équipe de chercheurs, travaille sur la mise au point de la fusée qui emmènera le premier astronaute humain dans l'espace. Entre le père, autoritaire et ennuyeux, et le fils, garçon solitaire et timide souffre-douleur de tous ses camarades de classe, la situation est devenue difficile depuis la mort récente de la mère de Billy. Lors d’une promenade sur la base, ce dernier découvre le hangar où se trouvent les singes destinés à l’espace. Naît alors une amitié avec Mac le chimpanzé.

## Fiche technique
- Titre original : Race to Space
- Titre français : Mon copain Mac, héros des étoiles
- Réalisateur : Sean McNamara, assisté de Marc Doering-Powell
- Scénario : Eric Gardner et Steven H. Wilson
- Décors : Dawn Ferry
- Costumes : Kristin M. Burke
- Photographie : Christian Sebaldt
- Montage : Gregory Hobson
- Musique : John Coda (en)
- Effets visuels : Ray McIntyre (supervision)
- Distribution des rôles : Joël Paul C.S.A et Sarah Dalton Donlan
- Production : David Brookwell (en), Sean McNamara et Glenn Greene ;  Deber Lambert, Al Lapin, JR. et Neil P. White (exécutifs) , David Brookwell (en) (directeur de production)
- Société de production : Brookwell McNamara Entertainment
- Société de distribution : Lolistar
- Durée : 104 minutes
- Format : Couleurs - 35 mm - 2,35:1 - Dolby stéréo
- Dates de sortie : 
  - États-Unis : 15 mars 2002
  - France : 31 octobre 2001

## Distribution
- James Woods (VF : Dominique Collignon-Maurin) : Dr Wilheim Von Huber
- Annabeth Gish : Dr Donni McGuiness
- Alex D. Linz  : Billy Von Huber
- William Devane  : Roger Thornhill
- Barry Corbin : Earl Vestal
- William Atherton  : Ralph Stanton
- Mark Moses  : Alan Shepard
- Patrick Richwood  : Dieter
- Wesley Mann : Rudolph
- John O'Hurley : Officer Barnel
- Jack McGee : Fielding
- Richard Horvitz : Keith
- Scott Thompson Baker : Technicien de télémétrie
- Michael Tylo : Technicien de guidage
- Michael Jeffrey Woods : Technicien expert

## Autour du film
- L'histoire est basée sur des faits réels. Le 31 janvier 1961, le premier chimpanzé, appelé Ham, est envoyé dans l'espace à bord de la fusée Mercury-Redstone. Cette histoire se déroule pendant la guerre froide, alors que Russes et Américains se livrent à une véritable course pour la conquête de l'espace. Les deux scénaristes, Steve Wilson et Eric Gardner, qui ont longtemps travaillé ensemble dans le domaine de la publicité avant d'écrire ce scénario, se sont inspirés de l'histoire de Ham. Ham revint sain et sauf de l’espace et se retira dans un zoo où il passa le restant de ses jours.